# تشاتلگو موراما
پل تشاتلگو موراما (زاده 2 فوریه 1987)، زاده شده با نام تشاتلگو پل موراما، یک دونده پارالمپیک موتسوانا است. او پس از کسب مدال طلا در پارالمپیک تابستانی 2004، رکورد جهانی دوی 400 متر زنان در رده ناتوانی جسمی T46 را داشت. او همچنین مدال طلای بازی های سراسر آفریقا ۲۰۰۷ را در ۲۰۰ متر زنان به دست آورد. با وجود کسب این مدال ها به عنوان یک زن، او اکنون هویت قانونی خود را به یک مرد تغییر داده است.

## بیوگرافی
موراما در 2 فوریه 1987 در بخش کگونگوه از لتلهکانه در 2 فوریه 1987 به دنیا آمد.   او نماینده بوتسوانا در پارالمپیک تابستانی 2004 در آتن ، یونان بود، وی در این مسابقات در ماده در دوی 400 متر زنان در رده ناتوانی جسمی T46 مدال طلا گرفت و با ثبت زمان 55.99 یک رکورد جهانی جدید در این روند ثبت کرد. در آن زمان، او هنوز به عنوان یک زن شناخته شده بود.   موراما همچنین در سال 2007 در بازی های سراسر آفریقا طلا گرفت و رکورد جدیدی در آفریقا در 200 متر زنان ثبت کرد.  او صاحب فرزند شد.  موراما قرار بود دوباره نماینده بوتسوانا در پارالمپیک تابستانی 2008 در پکن باشد، که قبل از بازی ها به دلیل مصدومیت کنار رفت.   موراما به دلیل ریش گذاشتن با وجود اینکه دختر به دنیا آمده بود مورد انتقاد قرار می‌گرفت. او دو اندام جنسی داشت، یک واژن و یک آلت تناسلی . با این حال، تنها عضو فعال جنسی او آلت تناسلی او است.  او همچنین قصد داشت ازدواج کند، با این حال، پدر و مادر همسرش از این موضوع ناراحت بودند. او در گذشته دو رابطه متفاوت داشته است.  او در حال حاضر مجرد است.  اگرچه زمانی که او به دنیا آمد از نظر قانونی به عنوان یک زن طبقه بندی شد، اما در واقع اینترسکس است.  

## مراجع
1. ↑  "Morama sets sights at next Paralympics". Dailynews. Archived from the original on 9 November 2004. Retrieved 3 July 2024.
2. ↑  Morama, Paul (18 July 2020). "Birth Certificate". Facebook. Retrieved 3 July 2024.
3. ↑  "T46 FEMALE 400 2004". World Abilitysport. Archived from the original on 10 February 2012. Retrieved 3 July 2024.
4. 1 2 3 4 5 6  Kolantsho, Neo (29 July 2020). "Parents Deny Me Their Daughters". The Midweek Sun. Retrieved 3 July 2024.
5. ↑  Pilane, Masego (18 July 2007). "Botswana: Morama Snatches Gold Medal". The Voice (Francistown). Retrieved 3 July 2024.
6. ↑  Khutsafalo, Boitumelo (5 September 2008). "Botswana locked out of Paralympics". Mmegi. Archived from the original on 30 November 2012. Retrieved 5 October 2018.
7. ↑  Mackay, Duncan (2010-08-09). "Botswana Paralympic chiefs launch appeal for more funding". Inside The Games. Retrieved 2024-07-03.
8. ↑  Kayawe, Baboki (23 September 2016). "Inside the agony of gender variance in Botswana". Mmegi.